# Hydrographisches Institut der Marine Genua

Wappen des Instituts

Das Hydrographische Institut der Marine, italienisch Istituto Idrografico della Marina, in Genua ist die zentrale italienische Behörde für maritime Vermessung und Kartografie. Das Institut ist eine militärische Einrichtung der italienischen Marine und dient auch der zivilen Schifffahrt.

## Aufgaben

Portolankarte von Pietro Vesconte, 1318, westliches Mittelmeer mit Korsika, Sardinien und Sizilien

- Vermessung der italienischen Gewässer und anderer relevanter Seegebiete
- Herausgabe von amtlichen Seekarten, Seehandbüchern und Nachrichten für Seefahrer
- Ozeanographische Forschung
- Prüfung und Zulassung von Navigations- und Funkausrüstungen
- Entwicklung von speziellen nautischen Instrumenten
- Unterstützung anderer Behörden und Forschungseinrichtungen
- Ausbildung von in- und ausländischem Fachpersonal sowie von Studenten in Zusammenarbeit mit der Universität Genua

Das Institut vertritt Italien bei der International Hydrographic Organization (IHO) und arbeitet vor allem in der Mediterranean and Black Seas Hydrographic Commission (MBSHC) mit. Derzeit verfügt es über das Hochseevermessungsschiff Magnaghi (A 5303) und über die zwei modernen Katamarane Aretusa (A 5304) und Galatea (A 5308). Die jährliche Auflage liegt bei etwa 120.000 Seekarten und 40.000 Exemplaren anderer Publikationen.
Die eigene Bibliothek verfügt über eine Sammlung antiker Seekarten, darunter etliche Portolankarten der alten italienischen Seerepubliken.

## Geschichte
Das Institut wurde am 26. Dezember 1872 gegründet und in der Sankt-Georg-Festung am Hafen von Genua untergebracht. Erster Leiter des Institutes wurde der Mathematiker, Hydrograph und damalige Fregattenkapitän Giovan Battista Magnaghi (1839–1902). Auf Grund des seinerzeit sehr heterogenen Kartenmaterials erhielt er den Auftrag, eine vollständige Form- und Tiefenbestimmung der Italien umgebenden Seegebiete, des Mittelmeers und einiger Binnengewässer durchzuführen und die Ergebnisse auf einheitlichen Seekarten zu dokumentieren. 
Nach dem Ersten Weltkrieg setzte man die Vermessungsarbeiten im Roten Meer und im Indischen Ozean fort und betrieb dort auch meereskundliche und meeresbiologische Forschung. Nach dem Zweiten Weltkrieg erfolgte mit moderneren Mitteln und Methoden eine erneute Gesamtvermessung der italienischen Gewässer. Im Lauf der Zeit weitete das Institut seine Arbeit auf verschiedene Gebiete der Meereskunde aus. In Zusammenarbeit mit dem Ministerium für Kulturgüter ortet und verzeichnet das Hydrographische Institut auch archäologische Denkmäler auf dem Meeresboden (Projekt Archeomar).